# Брихаспати

Статуя Брихаспати. XII век. Орисса

Брихаспати (Брахманаспати) (санскр. बृहस्पति, «господин Брахмана (молитвы)») — божество молитвы и жертвоприношения в индуизме. Персонификация планеты Юпитер. Один из девяти наваграх. Часто его называют Вачаспати — «господин речи».

## Этимология
Первая часть имени Брихаспати — др.-инд. bṛhas-, вместе с авест. bǝrǝg- «религиозный обычай, обряд» — этимологически соответствует праслав. *bolgъ «благой, хороший, добрый», из которого произошли слова ст.‑слав. благо, рус. болого. Данное схождение является эксклюзивным славянско-индоиранским, то есть корень отсутствует в других индоевропейских языках.

## В«Ригведе»
Брихаспати упоминается в «Ригведе» около 170 раз, ему посвящено одиннадцать гимнов, ещё в двух гимнах он упоминается совместно с Индрой.
Брихаспати описывается как яркий и чистый, золотого цвета. У него семь уст и семь лучей, сто крыльев и сладкий голос. Ему принадлежали дубина грома, лук, стрелы, золотой топорик, железный топор и колесница закона, а также поэтические размеры.
Согласно Ригведе, Брихаспати поражал демонов, нашёл свет, принес солнце и разогнал тьму громом, раскалывал скалы, приготавливал хорошие пути и нес в себе все формы (Тваштар создал его как основу всех существ), был щедр к жертвователям и певцам, непримирим к лжи и врагам.
Брихаспати почитали ради получения богатства и сыновей.

## В эпосе и пуранах
В эпосе и пуранах Брихаспати являлся жрецом и наставником богов (отсюда одно из его имён — Гуру). Он правил планетой Юпитер, которая называлась тем же именем. Уже в «Ригведе» Брихаспати участвовал в мифе о похищении Валой коров. Коров нашли в скале, которую Брихаспати проломил своим рёвом. После этого он нашёл Ушас и Агни. Он же создал ангирасов, вернувших коров, украденных Пани.
Позже Брихаспати появился в сюжете похищения богом Сомой его жены Тары. Согласно пуранической легенде, Сома пленился красотой Тары и похитил её у Брихаспати. Это вызвало войну между асурами, которые поддерживали Сому, и богами, принявшими сторону Брихаспати. Конец войне положил бог-создатель Брахма, который вернул Тару мужу. Вскоре после этого Тара родила сына. На ребёнка претендовали и Сома, и Брихаспати. Долгое время Тара скрывала, кто его отец, но в конце концов призналась Брахме, что это сын Сомы, и Сома дал ему имя Будха. В сюжете жертвоприношения Дакши Брихаспати успокоил разъярённого Рудру.
Во многих сюжетах Брихаспати выступал как наставник богов. Он предсказал богам, что Гаруда похитит амриту, он давал советы Индре и его жене Шачи. Брихаспати также играет эпизодические роли в сказаниях о царе Марутте, о разрушении богами крепости асур Трипуры и других.